# Faf de Klerk
Pour les articles homonymes, voir de Klerk.

a Compétitions nationales et continentales officielles uniquement.

b Matchs officiels uniquement.
Dernière mise à jour le 16 août 2025.
Francois de Klerk, dit Faf de Klerk, né le 19 octobre 1991 à Nelspruit (Afrique du Sud), est un joueur international sud-africain de rugby à XV jouant au poste de demi de mêlée. Il évolue avec le club japonais des Yokohama Canon Eagles en League One depuis 2022. 
Il est deux fois champion du monde avec les Springboks, et 2019 et en  2023, et auparavant finaliste du Super Rugby en 2016 et 2017 avec la province sud-africaine des Lions et vainqueur du Rugby Championship en 2019. 

## Carrière

### En club
Faf de Klerk commence sa carrière professionnelle en 2012 avec la province des Pumas en Vodacom Cup, puis, l'année suivante, il fait également ses débuts en Currie Cup avec cette même équipe.
En 2014, il est sélectionné par les Lions pour évoluer en Super Rugby. Avec cette franchise, il s'impose rapidement comme un titulaire indiscutable et forme avec Elton Jantjies une charnière très complète qui mène les Lions jusqu'en finale du Super Rugby 2016.
En 2016, il change de province de Currie Cup et rejoint les Golden Lions.
En 2017, après une deuxième finale perdue consécutivement en Super Rugby, il décide de signer un contrat de trois ans avec le club anglais de Sale, évoluant en Premiership, où il compense le départ à la retraite de l'international gallois Mike Phillips. Il réalise une première saison d'excellente facture, en s'imposant directement comme le titulaire indiscutable à son poste. De plus, pour la première fois de sa carrière, il butte régulièrement, et avec un bon résultat comptable : il est le dixième réalisateur du championnat avec 97 points,. En 2018, il prolonge son contrat avec Sale jusqu'en 2023.
En 2022, il est annoncé qu'il quitte Sale au terme de la saison en cours. Il s'engage dans la foulée avec le club japonais des Yokohama Canon Eagles pour la saison 2023 de League One. À la fin de cette première saison au Japon, il est élu dans l'équipe type de la saison.

### En équipe nationale
Faf de Klerk a été sélectionné pour la première fois avec les Springboks en juin 2016, pour disputer une série de test-match contre l'équipe d'Irlande.
Il obtient donc sa première cape internationale le 11 juin 2016 à l’occasion d’un match contre l'équipe d'Irlande au Cap.
En 2019, il est retenu dans le groupe de 31 joueurs pour disputer la Coupe du monde au Japon. Il est titulaire pour la majorité de la compétition, dont la finale face à l'Angleterre que son équipe remporte. Par ses performances lors du tournoi, il est considéré comme un élément déterminant de la victoire de équipe,.
En 2021, il joue deux des trois rencontres entre les Springboks et les Lions britanniques lors de leur tournée en Afrique du Sud, et participe à la victoire de son équipe lors de la série,.

## Palmarès

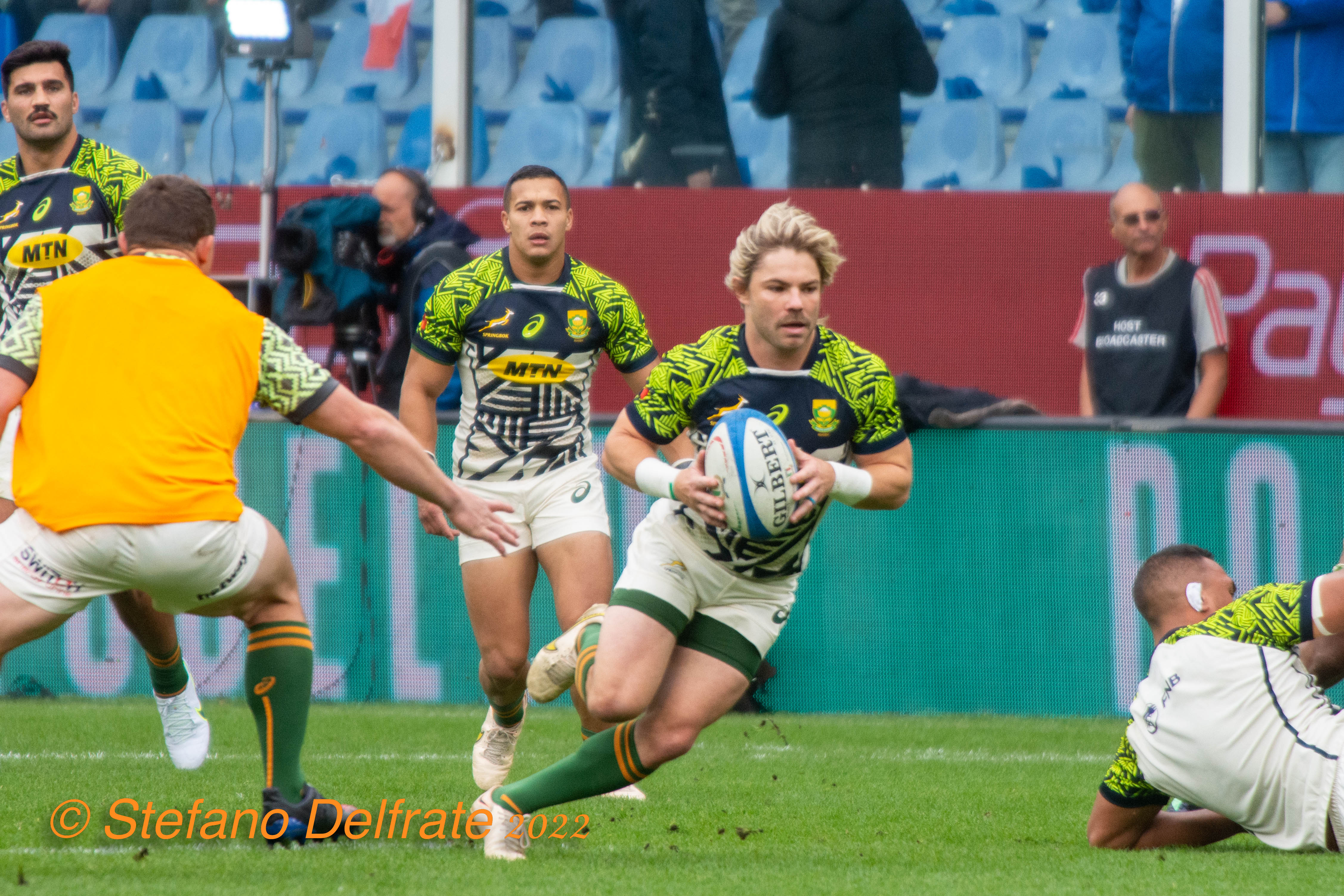
Faf de Klerk (centre) en 2022.

### En club
- Lions
  - Finaliste du Super Rugby en 2016 et 2017

### En équipe nationale
- Afrique du Sud
  - Vainqueur du Rugby Championship en 2019
  - Vainqueur de la Coupe du monde en 2019 et 2023

### Distinctions personnelles
- Membre de l'équipe type du Championnat d'Angleterre en 2018
- Membre de l'équipe type du Championnat du Japon en 2023

## Statistiques
Au 30 octobre 2023, Faf de Klerk compte 55 capes en équipe d'Afrique du Sud, dont 44 en tant que titulaire, depuis son premier match le 11 juin 2016 contre l'équipe d'Irlande au Cap.
Il participe à cinq éditions du Rugby Championship, en 2016, 2018, 2019, 2021 et 2022. Il dispute 21 rencontres dans cette compétition.